# آشاغی لگر، قوسار
آشاغی لگر (به ترکی آذربایجانی: Aşağı Ləgər) یک منطقه مسکونی در جمهوری آذربایجان است که در شهرستان قوسار واقع شده است. آشاغی لگر ۱۷۹۰ نفر جمعیت دارد.